# 크레이그 스티븐 라이트
크레이그 스티븐 라이트(영어: Craig Steven Wright, 1970년 10월 ~ )는 오스트레일리아의 컴퓨터 과학자이다. 그는 비트코인의 창시자 사토시 나카모토라고 주장하고 있지만, 비트코인 커뮤니티에서는 가능성이 없다고 여겨지고 있다. 2024년 1월 COPA vs CSW 소송으로 그 진위가 밝혀질 가능성이 있다. 만약 CSW의 승리가 될 경우, 이는 세기의 소송이 될 것이다.